# Awel Jenukidze
Awel Jenukidze (ros. Авель Сафронович Енукидзе; ur. 7 maja?/19 maja 1877 w Ckadisi w guberni kutaiskiej, zm. 30 października 1937 w Moskwie) – gruziński, a później radziecki bolszewik, członek Komitetu Centralnego WKP(b), sekretarz Centralnego Komitetu Wykonawczego (CIK) ZSRR.

## Życiorys
W 1897 ukończył szkołę techniczną w Tyflisie (Tbilisi), od 1898 działał w SDPRR, pod rozłamie w partii został bolszewikiem, za działalność rewolucyjną w 1914 został aresztowany i zesłany do Kraju turuchańskiego w guberni jenisejskiej. W 1916 powołany do rosyjskiej armii, w czerwcu 1917 wszedł w skład Komitetu Wykonawczego Rady Piotrogrodzkiej i wkrótce potem Piotrogrodzkiego Komitetu Wojskowo-Rewolucyjnego, od listopada 1917 kierował Wydziałem Wojskowym WCIK. Od 28 września 1919 do 30 grudnia 1922 był sekretarzem WCIK, a po utworzeniu ZSRR od 30 grudnia 1922 do 3 marca 1935 pełnił funkcję sekretarza Prezydium Centralnego Komitetu Wykonawczego (CIK) ZSRR, jednocześnie wchodząc w skład Centralnej Komisji Kontroli RKP(b)/WKP(b), w której od 13 lipca 1930 do 26 stycznia 1934 zasiadał w prezydium. Od 10 lutego 1934 do 7 czerwca 1935 był członkiem KC WKP(b), a jednocześnie od 5 marca do 27 maja 1935 pełnił funkcję przewodniczącego CIK Zakaukaskiej FSRR. 17 grudnia 1932 otrzymał Order Lenina, był też odznaczony Orderem Czerwonego Sztandaru Pracy
W czerwcu 1935 został wydalony z partii i usunięty ze stanowiska sekretarza CIK, pod pretekstem tolerowania „elementów kontrrewolucyjnych” w obsłudze Kremla. Na początku czerwca 1937 roku Józef Stalin oskarżył Aleksieja Rykowa, Nikołaja Bucharina, Gienricha Jagodę i Jenukidzego o współpracę z Lwem Trockim i zawiązaniem z nim faszystowskiego spisku przeciwko radzieckiemu rządowi. Rozstrzelany po tajnym procesie lub bez sądu. Nie można było, najprawdopodobniej z uwagi na jego postawę, wykorzystać go w procesie pokazowym Nikołaja Bucharina w marcu 1938. Po śmierci Stalina został zrehabilitowany 3 października 1959 postanowieniem Izby Wojskowej Sądu Najwyższego ZSRR.
Był krewnym pierwszej żony Stalina Jekatieriny Swanidze oraz ojcem chrzestnym drugiej, Nadieżdy Alliłujewej.